# يوساكو أوينو
يوساكو أوينو (باليابانية: 上野 優作) (1 نوفمبر 1973 في توتشيغي في اليابان – )؛ هو لاعب كرة قدم ياباني سابق كان يلعب كمهاجم.

## وصلات خارجية
- يوساكو أوينو على موقع رابطة كرة القدم اليابانية للمحترفين (اليابانية)
- يوساكو أوينو على موقع قاعدة بيانات كرة القدم.إي يو (الإنجليزية)
- يوساكو أوينو على موقع Soccerway.com (الإنجليزية)
- يوساكو أوينو على موقع عالم كرة القدم.نت (الإنجليزية)